# LIV Golf 2024
Navigation
Édition précédente Édition suivante
Le LIV Golf 2024 est la troisième édition du LIV Golf, circuit masculin de golf, qui se déroule du 1er février à septembre 2024 à travers le monde. Quatorze tournois sont programmés dont un ultime uniquement par équipe. Le plateau est composé de treize équipes de quatre golfeurs pour les épreuves par équipes aux côtés d'un classement individuel.
Ce circuit se veut pour ambition de concurrencer le PGA Tour, circuit hégémonique du golf masculin qui se déroule principalement aux États-Unis. Outre la reconduction de nombreux golfeurs ayant pris part à l'édition 2023, le LIV Golf réussit à convaincre cette saison les golfeurs Jon Rahm, Lucas Herbert, Adrian Meronk, Tyrrell Hatton et Caleb Surratt à rejoindre le plateau.

## Préparation de l'évènement
| Mayakoba Las Vegas Jeddah Hong Kong Miami Adelaide Singapour Houston Nashville Andalucía United Kingdom Greenbrier |

Le LIV Golf 2024 renouvelle la calendrier de sa saison sur le modèle de l'édition 2023, à savoir quatorze tournois programmés à travers le monde dont un ultime uniquement par équipe.

### Choix des tournois
Les quatorze tournois sont programmés sur des parcours définis à l'avance à l'exception de deux derniers avec des destinations qui sont à désigner. Il y a quasiment deux tournois par mois qui sont prévus.
La saison débute en février au Mexique à Mayakoba avant de se rendre à Las Vegas, Jeddah et Hong-Kong. De retour aux États-Unis pour Miami, les joueurs se rendent ensuite à Adelaïde, Singapour avant une double étape aux Etats-Unis à Houston et Nashville. En juillet, il est programmé deux tournois en Europe, le premier en Espagne puis le second au Royaume-Uni, avant de revenir aux Etats-Unis à Greenbrier. Il reste deux ultimes tournois à définir le lieu. Contrairement aux deux premières éditions du LIV Golf, aucun tournoi de cette édition se dispute sur un parcours appartenant à Donald Trump en course pour la Présidence des États-Unis.

### Organisation
Le fonds public d'investissement d'Arabie saoudite dirigé par Yasir Al-Rumayyan reste le principal financeur de ce circuit et l'ancien golfeur australien Greg Norman en est toujours son directeur général.

## Acteurs du LIV Golf 2024
Le plateau est composé de treize équipes de quatre golfeurs pour les épreuves par équipes aux côtés d'un classement individuel, soit l'ajout d'une nouvelle équipe de quatre joueurs par rapport à l'édition 2023. Ainsi, 52 joueurs prennent part à chaque tournoi.

### Les nouvelles recrues

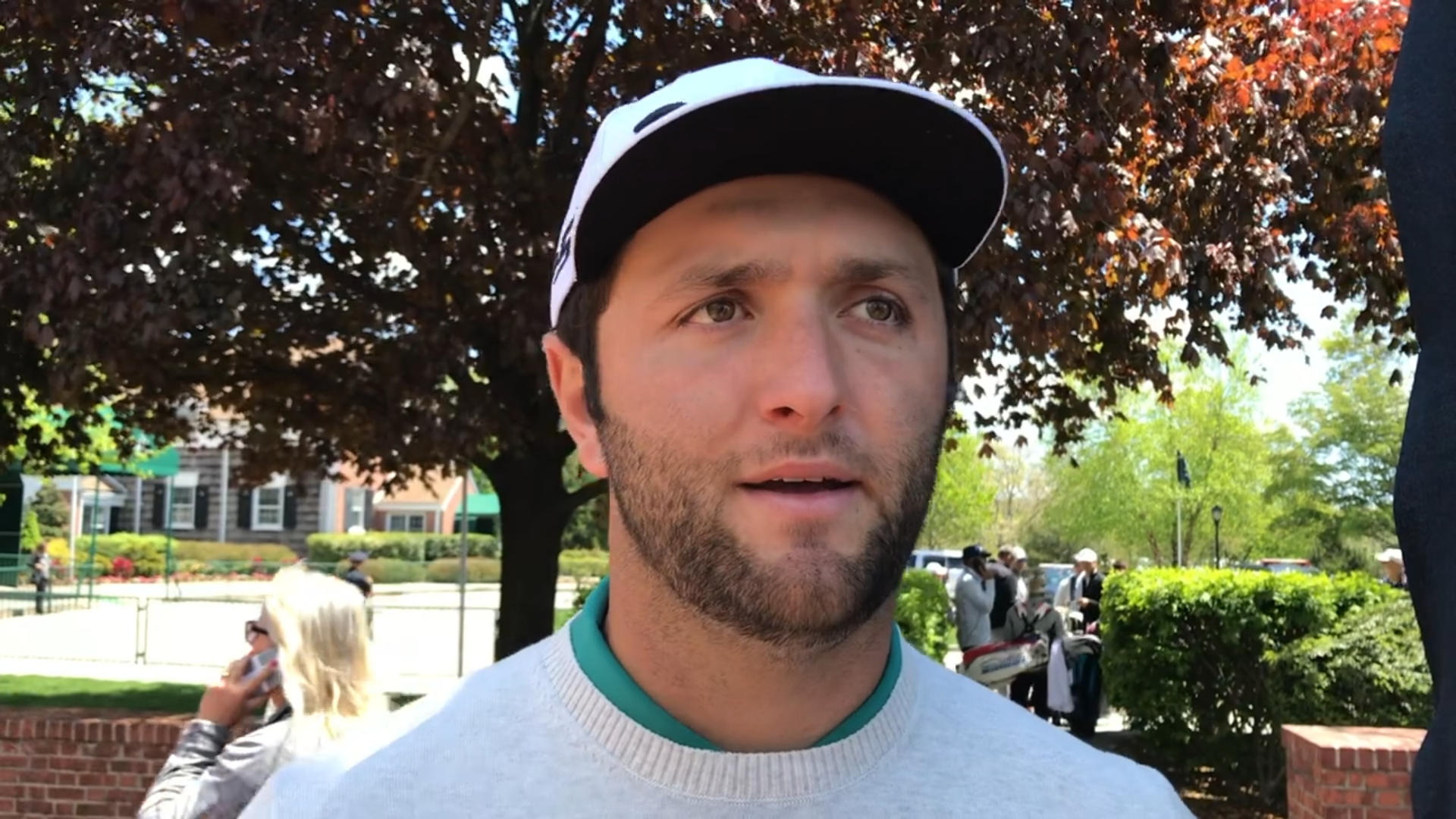
L'Espagnol Jon Rahm signe un contrat de 450 millions de dollars pour cinq années de participation au LIV Golf à compter de 2024.

Le LIV Golf enregistre l'arrivée de cinq golfeurs venant d'autres circuits professionnels à l'exception d'un du monde amateur :
| Joueur         | Classement mondial 31/12/2023 | Prime d'engagement      | Circuit(s) 2023         | Equipe 2024 |
| -------------- | ----------------------------- | ----------------------- | ----------------------- | ----------- |
| Jon Rahm       | 3e                            | 450 millions de dollars | PGA Tour, DP World Tour | Legion XIII |
| Tyrrell Hatton | 12e                           | 60 millions de dollars  | PGA Tour, DP World Tour | Legion XIII |
| Adrian Meronk  | 48e                           | 10 millions de dollars  | DP World Tour           | Cleeks GC   |
| Lucas Herbert  | 68e                           | Non communiqué          | PGA Tour, DP World Tour | Ripper GC   |
| Caleb Surratt  | 1898e                         | Non communiqué          | Aucun (amateur)         | Legion XIII |

### Les joueurs promus et les joueurs relégués
Quatre joueurs sont promus au LIV Golf en raison de leurs performances sur des circuits partenaires du LIV Golf. Les joueurs qui ont fini à la 45e place ou plus du classement de l'édition 2023 (à l'exception des capitaines) ne sont plus éligibles pour prendre part à l'édition 2024, devant retourner dans les évènements permettant la promotion au LIV Golf :
| Joueur           | Classement mondial 31/12/2023 | Circuit(s) 2023             | Equipe 2024   |
| ---------------- | ----------------------------- | --------------------------- | ------------- |
| Andy Ogletree    | 169e                          | Asian Tour                  | HyFlyers GC   |
| Kalle Samooja    | 296e                          | DP World Tour               | Cleeks GC     |
| Jinichiro Kozuma | 495e                          | Japan Golf Tour, Asian Tour | Iron Heads GC |
| Kieran Vincent   | 402e                          | Asian Tour                  | Legion XIII   |

| Joueur        | Equipe 2023   | Classement LIV Golf 2023 | Circuit 2024   |
| ------------- | ------------- | ------------------------ | -------------- |
| Jediah Morgan | Ripper GC     | 46e                      | Non communiqué |
| James Piot    | HyFlyers GC   | 47e                      | Non communiqué |
| Chase Koepka  | Smash GC      | 48e                      | Non communiqué |
| Sihwan Kim    | Iron Heads GC | 50e                      | Non communiqué |

### Composition des équipes
Par rapport à l'édition 2023, une nouvelle équipe est intégrée à la composition du plateau faisant passer de 50 à 54 participants à chaque tournoi. L'équipe nouvellement intégrée se nomme « Legion XIII » dont le capitanat revient à la recrue star du plateau Jon Rahm :
| Equipe        | Membres                                     | Membres                                     | Membres                                     | Membres              | Membres     |
| Equipe        | Capitaine(s)                                | Joueur 2                                    | Joueur 3                                    | Joueur 4             | Remplaçant  |
| ------------- | ------------------------------------------- | ------------------------------------------- | ------------------------------------------- | -------------------- | ----------- |
| 4Aces GC      | Dustin Johnson                              | Patrick Reed                                | Harold Varner III                           | Pat Perez            |             |
| Cleeks GC     | Martin Kaymer                               | Richard Bland                               | Kalle Samooja (P)                           | Adrian Meronk (N)    |             |
| Crushers GC   | Bryson DeChambeau                           | Paul Casey                                  | Charles Howell III                          | Anirban Lahiri       |             |
| Fireballs GC  | Sergio García                               | Abraham Ancer                               | Eugenio Chacarra                            | David Puig           |             |
| HyFlyers GC   | Phil Mickelson                              | Cameron Tringale                            | Brendan Steele                              | Andy Ogletree (P)    |             |
| Iron Heads GC | Kevin Na                                    | Danny Lee                                   | Scott Vincent                               | Jinichiro Kozuma (P) |             |
| Legion XIII   | Jon Rahm (N)                                | Tyrrell Hatton (N)                          | Caleb Surratt (N)                           | Kieran Vincent (P)   |             |
| Majesticks GC | Henrik Stenson, Ian Poulter et Lee Westwood | Henrik Stenson, Ian Poulter et Lee Westwood | Henrik Stenson, Ian Poulter et Lee Westwood | Sam Horsfield        |             |
| RangeGoats GC | Bubba Watson                                | Matthew Wolff                               | Peter Uihlein                               | Thomas Pieters       | Wade Ormsby |
| Ripper GC     | Cameron Smith                               | Marc Leishman                               | Matt Jones                                  | Lucas Herbert (N)    |             |
| Smash GC      | Brooks Koepka                               | Jason Kokrak                                | Talor Gooch                                 | Graeme McDowell      |             |
| Stinger GC    | Louis Oosthuizen                            | Branden Grace                               | Charl Schwartzel                            | Dean Burmester       |             |
| Torque GC     | Joaquín Niemann                             | Mito Pereira                                | Sebastián Muñoz                             | Carlos Ortiz         |             |

N : joueurs ayant intégré le LIV Golf en 2024 

P : joueurs promus au LIV Golf en 2024

### Les invitations attribuées
Une nouveauté pour cette saison 2024 du LIV Golf est l'instauration d'invitations attribués à des joueurs sans être membres d'une équipe. Le 31 janvier 2024, le LIV Golf annonce la distribution de deux invitations à l'Américain Hudson Swafford pour la saison complète et l'Anglais Laurie Canter pour les deux premiers tournois. Fin février après les deux premiers tournois de la saison, une troisième invitation est transmise à l'Américain Anthony Kim, remplaçant numériquement Canter, pour le reste de la saison 2024.

## Calendrier de la saison 2024
L'édition 2024 se déroule de février à septembre 2024.
| Date       | Tournoi                          | Dotation (US$) | Dotation (US$) | Vainqueur individuel | Vainqueur par équipes |
| Date       | Tournoi                          | Individuel     | Equipe         | Vainqueur individuel | Vainqueur par équipes |
| ---------- | -------------------------------- | -------------- | -------------- | -------------------- | --------------------- |
| 04/02/2024 | LIV Golf Mayakoba                | 20,000,000     | 5,000,000      | Joaquín Niemann (1)  | Legion XIII           |
| 10/02/2024 | LIV Golf Las Vegas               | 20,000,000     | 5,000,000      | Dustin Johnson (3)   | Smash GC              |
| 03/03/2024 | LIV Golf Jeddah                  | 20,000,000     | 5,000,000      | Joaquín Niemann (2)  | Crushers GC           |
| 10/03/2024 | LIV Golf Hong Kong               | 20,000,000     | 5,000,000      | Abraham Ancer (1)    | Crushers GC           |
| 07/04/2024 | LIV Golf Miami                   | 20,000,000     | 5,000,000      | Dean Burmester (1)   | Legion XIII           |
| 28/04/2024 | LIV Golf Adelaide                | 20,000,000     | 5,000,000      | Brendan Steele (1)   | Ripper GC             |
| 05/05/2024 | LIV Golf Singapore               | 20,000,000     | 5,000,000      | Brooks Koepka (4)    | Ripper GC             |
| 09/06/2024 | LIV Golf Houston                 | 20,000,000     | 5,000,000      | Carlos Ortiz (1)     | Cleeks GC             |
| 23/06/2024 | LIV Golf Nashville               | 20,000,000     | 5,000,000      | Tyrrell Hatton (1)   | Legion XIII           |
| 14/07/2024 | LIV Golf Andalucía               | 20,000,000     | 5,000,000      | Sergio García (1)    | Fireballs GC          |
| 28/07/2024 | LIV Golf United Kingdom          | 20,000,000     | 5,000,000      | Jon Rahm (1)         | Legion XIII           |
| 18/08/2024 | LIV Golf Greenbrier              | 20,000,000     | 5,000,000      | Brooks Koepka (5)    | Smash GC              |
| 13/09/2024 | LIV Golf Individual Championship | 22,000,000     | -              | Jon Rahm (2)         | -                     |
| 20/09/2024 | LIV Golf Team Championship       | -              | 50,000,000     | -                    | Ripper GC             |

## Classements saison 2024

### Attribution des points
| Position | Points | Gain              |
| 1er      | 40     | 4 000 000 dollars |
| 2e       | 30     | 2 250 000 dollars |
| 3e       | 24     | 1 500 000 dollars |
| 4e       | 18     | 1 000 000 dollars |
| 5e       | 16     | 800 000 dollars   |
| 6e       | 14     | 700 000 dollars   |
| 7e       | 13     | 600 000 dollars   |
| 8e       | 12     | 525 000 dollars   |
| 9e       | 11     | 442 500 dollars   |
| 10e      | 9      | 405 000 dollars   |
| 11e      | 8      | 380 000 dollars   |
| 12e      | 7      | 360 000 dollars   |
| 13e      | 6      | 340 000 dollars   |
| 14e      | 4      | 320 000 dollars   |
| 15e      | 4      | 300 000 dollars   |
| 16e      | 2      | 285 000 dollars   |
| 17e      | 3      | 270 000 dollars   |
| 18e      | 2      | 260 000 dollars   |
| 19e      | 2      | 250 000 dollars   |
| 20e      | 2      | 240 000 dollars   |
| 21e      | 1      | 230 000 dollars   |
| 22e      | 1      | 220 000 dollars   |
| 23e      | 1      | 210 000 dollars   |
| 24e      | 1      | 200 000 dollars   |
| 25e      | 0      | 195 000 dollars   |
| 26e      | 0      | 190 000 dollars   |
| 27e      | 0      | 185 000 dollars   |

| Position | Points | Gain            |
| 28e      | 0      | 180 000 dollars |
| 29e      | 0      | 175 000 dollars |
| 30e      | 0      | 170 000 dollars |
| 31e      | 0      | 165 000 dollars |
| 32e      | 0      | 160 000 dollars |
| 33e      | 0      | 155 000 dollars |
| 34e      | 0      | 150 000 dollars |
| 35e      | 0      | 148 000 dollars |
| 36e      | 0      | 145 000 dollars |
| 37e      | 0      | 143 000 dollars |
| 38e      | 0      | 140 000 dollars |
| 39e      | 0      | 138 000 dollars |
| 40e      | 0      | 135 000 dollars |
| 41e      | 0      | 133 000 dollars |
| 42e      | 0      | 130 000 dollars |
| 43e      | 0      | 128 000 dollars |
| 44e      | 0      | 128 000 dollars |
| 45e      | 0      | 125 000 dollars |
| 46e      | 0      | 125 000 dollars |
| 47e      | 0      | 123 000 dollars |
| 48e      | 0      | 120 000 dollars |
| 49e      | 0      | 60 000 dollars  |
| 50e      | 0      | 60 000 dollars  |
| 51e      | 0      | 60 000 dollars  |
| 52e      | 0      | 50 000 dollars  |
| 53e      | 0      | 50 000 dollars  |
| 54e      | 0      | 50 000 dollars  |

| Position | Points | Gain              |
| 1er      | 32     | 3 000 000 dollars |
| 2e       | 24     | 1 500 000 dollars |
| 3e       | 16     | 500 000 dollars   |
| 4e       | 12     | 0 dollar          |
| 5e       | 8      | 0 dollar          |
| 6e       | 4      | 0 dollar          |
| 7e       | 2      | 0 dollar          |
| 8e       | 1      | 0 dollar          |
| 9e       | 0      | 0 dollar          |
| 10e      | 0      | 0 dollar          |
| 11e      | 0      | 0 dollar          |
| 12e      | 0      | 0 dollar          |

### Classement des golfeurs
| Pos. | Golfeur         | MAY | LAS | JED | HON | MIA | ADE | SIN | HOU | NAS | AND | UNI | GRE | CHI | Points | Gains individuels |
| 1    | Jon Rahm        | 3e  | 8e  | 5e  | 8e  | 4e  | 3e  | 10e |     | 3e  | 10e | 1er | 2e  | 1er | 235,17 | 34 737 904 $      |
| 2    | Joaquín Niemann | 1er | 30e | 1er | 4e  | 9e  | 3e  | 7e  | 32e | 3e  | 6e  | 2e  | 15e | 2e  | 219,20 | 24 381 666 $      |
| 3    | Sergio García   | 2e  | 26e | 15e | 38e | 2e  | 40e | 14e | 5e  | 18e | 1er | 20e | 8e  | 3e  | 162,49 | 17 087 143 $      |
| 4    | Tyrrell Hatton  | 8e  | 12e | 15e | 21e | 4e  | 14e | 5e  | 18e | 1er | 3e  | 3e  | 25e | 4e  | 161,49 | 11 630 595 $      |
| 5    | Brooks Koepka   | 5e  | 12e | 12e | 28e | 45e | 9e  | 1er | 9e  | 42e | 27e | 16e | 1er | 6e  | 138,73 | 11 573 958 $      |

### Classement des équipes
| Pos. | Equipes      | MAY | LAS | JED | HON | MIA | ADE | SIN | HOU | NAS | AND | UNI | GRE | TCH | Points |
| ---- | ------------ | --- | --- | --- | --- | --- | --- | --- | --- | --- | --- | --- | --- | --- | ------ |
| 1    | Cruschers GC | 2e  | 4e  | 1er | 1er | 6e  | 7e  | 11e | 4e  | 2e  | 2e  | 3e  | 8e  | 7e  | 209    |
| 2    | Legion XIII  | 1er | 5e  | 5e  | 13e | 1er | 5e  | 5e  | 7e  | 1er | 10e | 1er | 3e  | 4e  | 200    |
| 5    | Ripper GC    | 4e  | 10e | 9e  | 3e  | 10e | 1er | 1er | 10e | 6e  | 4e  | 2e  | 2e  | 1er | 151    |
| 4    | Smash GC     | 7e  | 1er | 3e  | 7e  | 7e  | 11e | 4e  | 2e  | 12e | 13e | 4e  | 1er | 13e | 133    |
| 3    | Torque GC    | 3e  | 6e  | 4e  | 2e  | 4e  | 4e  | 6e  | 6e  | 3e  | 4e  | 9e  | 5e  | 5e  | 129    |